# دوري كرة القدم الألباني الدرجة الأولى 1949
دوري كرة القدم الألباني الدرجة الأولى 1949 هو موسم من دوري كرة القدم الألباني الدرجة الأولى ‏. أشرف على تنظيمه اتحاد ألبانيا لكرة القدم، وفاز فيه KS Pogradeci ‏.